# Reni Jusis
Renata Jusis, detta Reni (Konin, 29 marzo 1974), è una cantante polacca.

## Discografia
- 1998 – Zakręcona
- 1999 – Era Renifera
- 2001 – Elektrenika
- 2003 – Trans Misja
- 2006 – Magnes
- 2009 – Iluzjon
- 2016 – Bang!
- 2018 - Ćma
- 2021 - Je suis Reni